# Юрюнг Айии Тойон
Юрюнг Айии Тойон (якут. Үрүҥ Аар Тойон, Үрүҥ Тойон Айыы; у перекладі з якутської «світлий творець пан»; інші імена — Юрюнг Аар Тойон) — в якутській міфології, верховний бог, голова верховного світу, божеств айии і Всесвіту. Творець Всесвіту і людини.
Зображується як старець, одягнений у хутра, що виділяють тепло і світло. В образі бога персоніфіковано сонце. Проживає на дев'ятому небі (уявляється як країна, в якій немає зими, росте біла трава). Згідно з легендами вілюйських якутів, на цьому верхньому небі було два сонця. Однак Юрюнг Айии Тойон розсунув їх, створивши третє і помістивши його між небом і землею.
Є ієрархом, що стоїть над усіма богами айии і не терпить будь-якої опозиції. В одній із якутських легенд розповідається про те, як Юрюнг Айии Тойон наказав спалити непокірного шамана Аан Аргил Ойууне, який заявив, що не вірить у нього, а чудеса (зцілення, воскресіння мертвих) робить своєю силою. Згодом тіло шамана розпалося на різних плазунів, з яких вижила тільки жаба. Вона оселилась на вершинах найвищих гір і дала початок таким великим демонам-шаманам як Хара Баргия Тойон і Кюн Кянгис Ойуун.
З ім'ям Юрюнг Айии Тойона пов'язана низка якутських обрядів, серед яких виділяється обряд «кийдаа». Під час його виконання троє юнаків в одязі білого кольору, тримаючи в руках білу, очищену від кори палицю, сідали верхи на коней біло-молочної масті, після чого гнали дев'ять або дванадцять коней чи кобил з лошатами. Їхнім завданням було загнати коней якомога далі, щоб ті не знайшли дороги і не повернулися до свого табуна.
Дружину Юрюнг Айии Тойона називали Кун Кубей хотун (в перекладі з якутської «сонячна доброчесна пані»).